# Катастрофа Boeing 707 в Кереджі
Катастрофа Boeing 707 в Кереджі — авіаційна катастрофа, що сталася 14 січня 2019 року зі Boeing 707-3J9C авіакомпанії Saha Airlines, що прямував в аеропорт Пайам в Ірані. 15 з 16 осіб на його борту загинули.

## Рейс
Літак виконував міжнародний вантажний рейс, перевозячи м'ясо з Бішкека в Кередж.
Літак здійснив аварійну посадку о 8:30 ранку за місцевим часом на авіабазі «Аль-Фатх», причому деякі джерела стверджують, що літак приземлився там помилково. Для Boeing 707 потрібно злітна смуга довжиною понад 2500 м, довжина ж злітно-посадкової смуги на авіабазі «Аль-Фатх» становить 1300 метрів. Також повідомлялося про погані погодні умови.
Літак викотився за межі ЗПС, врізався в стіну і зупинився після зіткнення з будинком. Будинок був порожнім на момент аварії, і на землі ніхто не постраждав.

## Жертви
П'ятнадцять із шістнадцяти осіб на борту загинули. Вижив тільки бортінженер літака, який був доставлений в лікарню в критичному стані.

## Розслідування
Рятувальники виявили бортовий самописець і передали його фахівцям для розшифровки.